# Iélnia
Iélnia - Ельня (rus) - és una ciutat de l'óblast de Smolensk, a Rússia. Es troba al riu Desnà, a 82 km de Smolensk.

## Galeria d'imatges

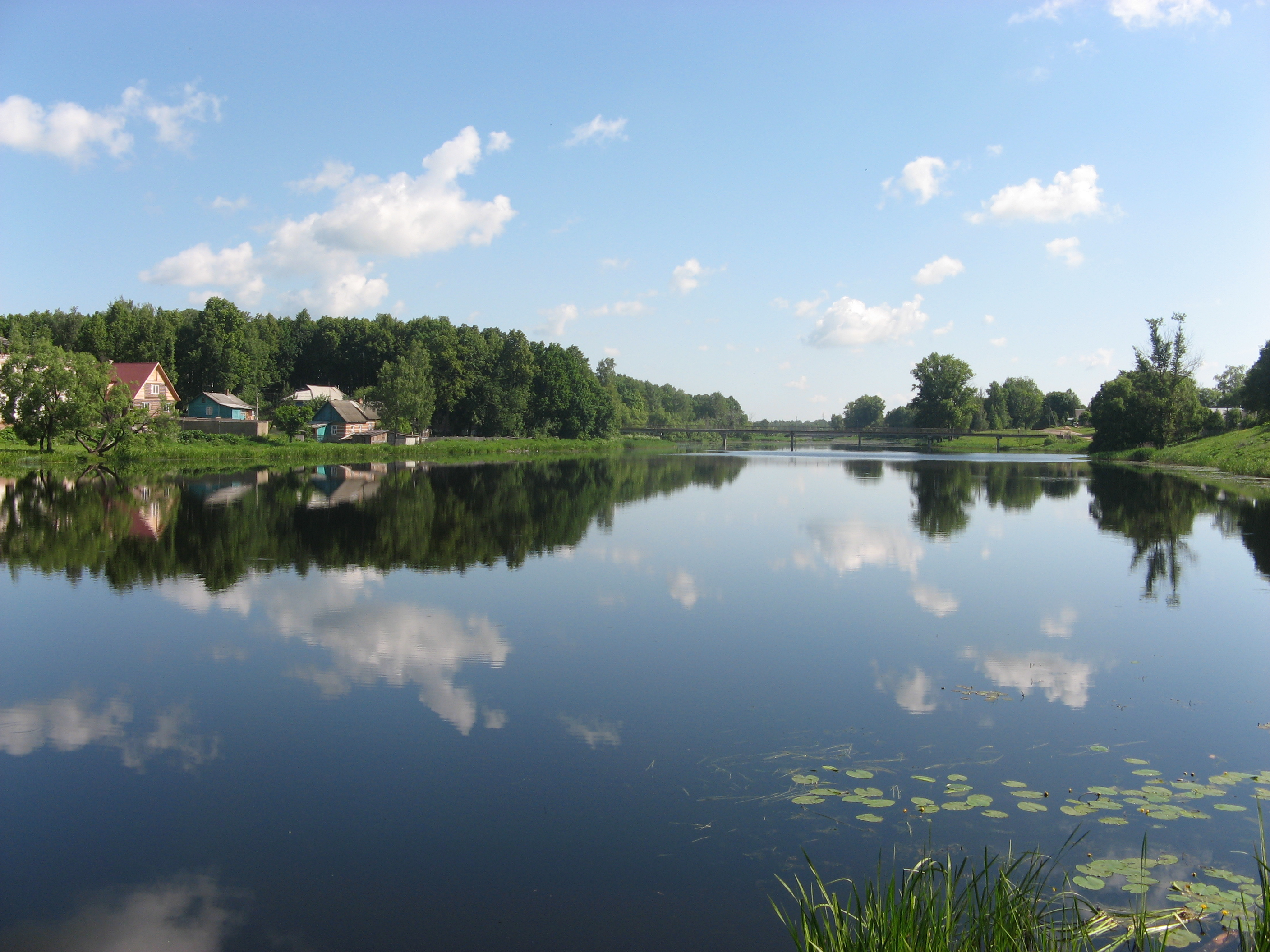
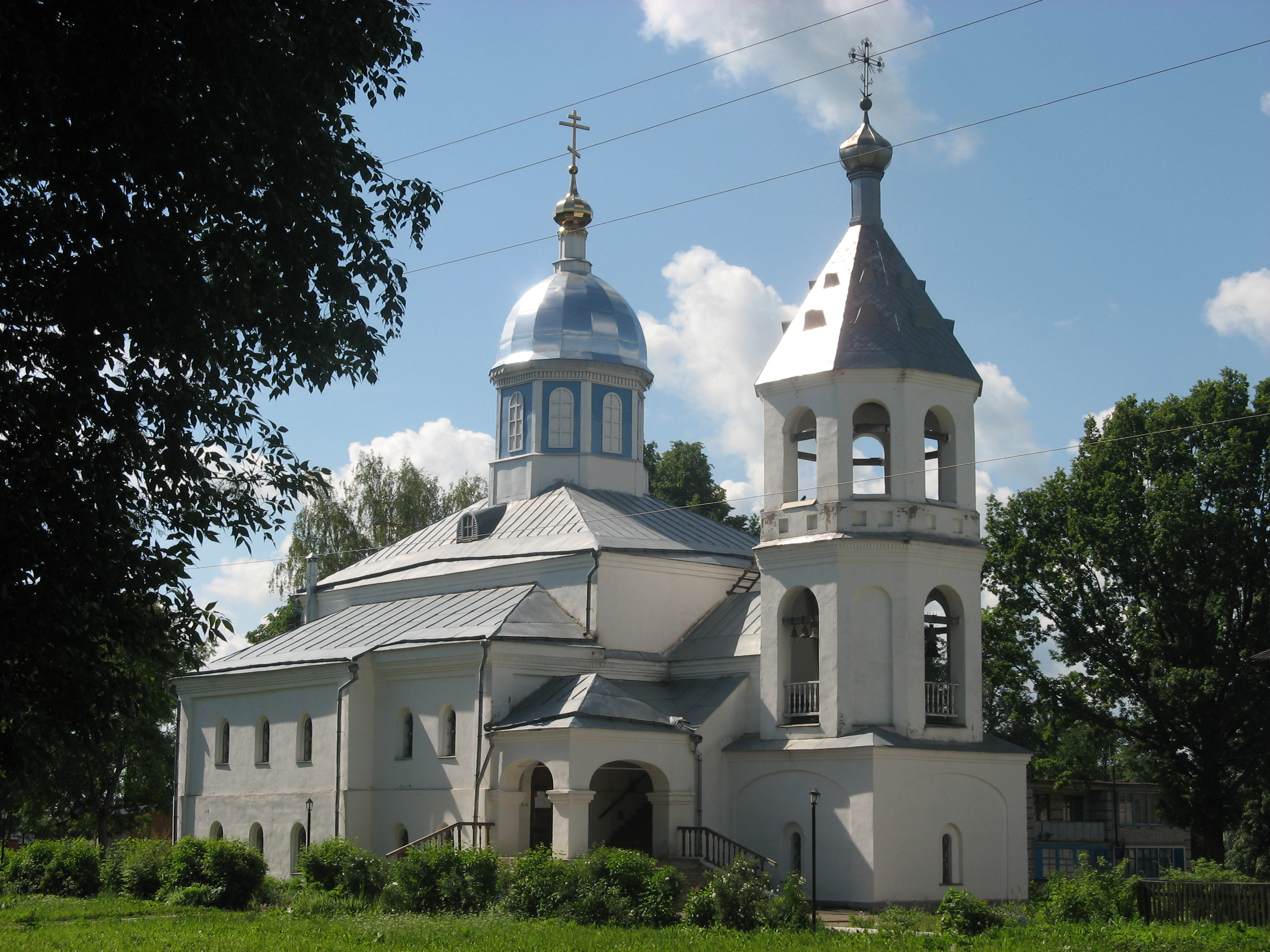
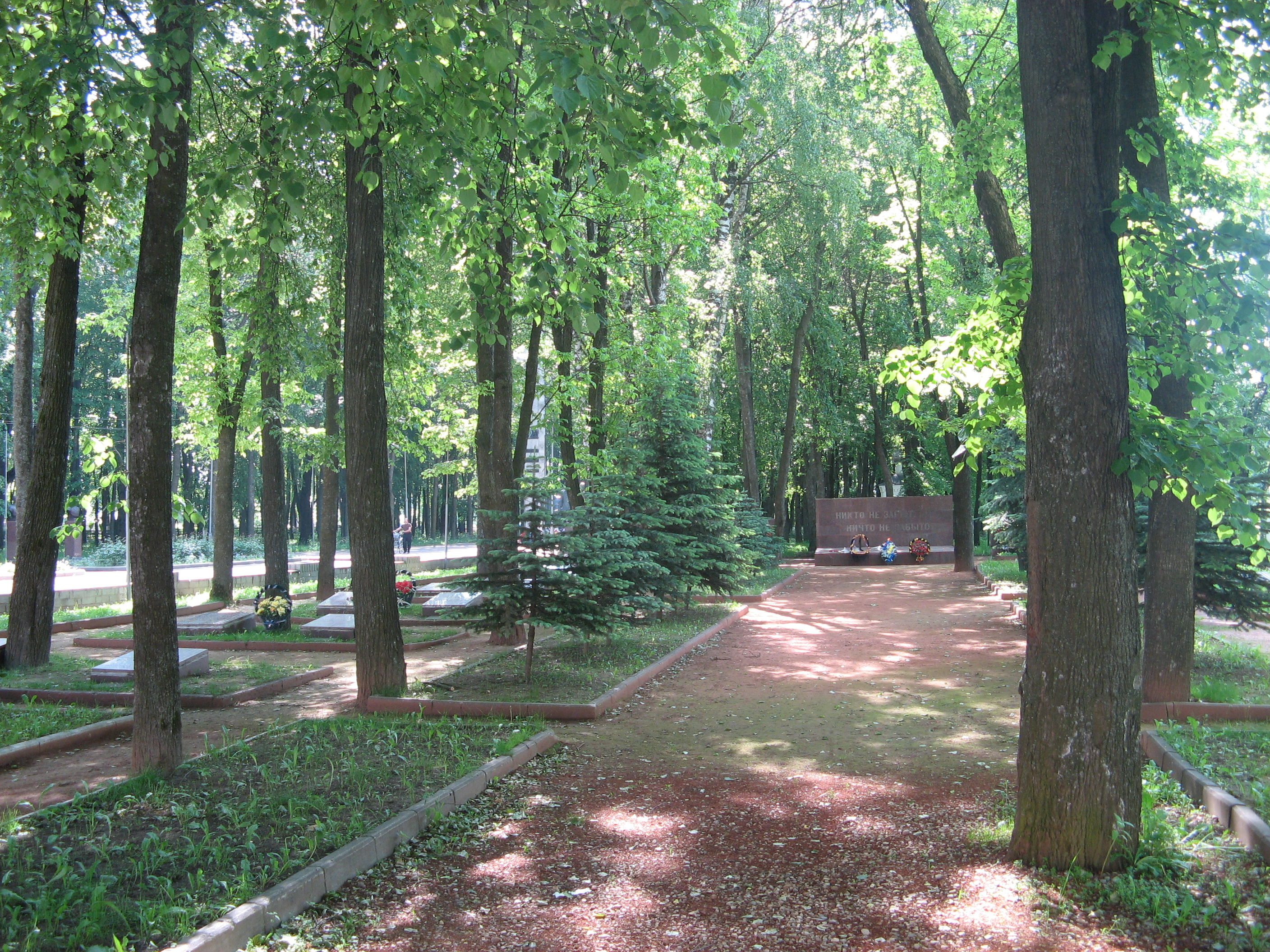
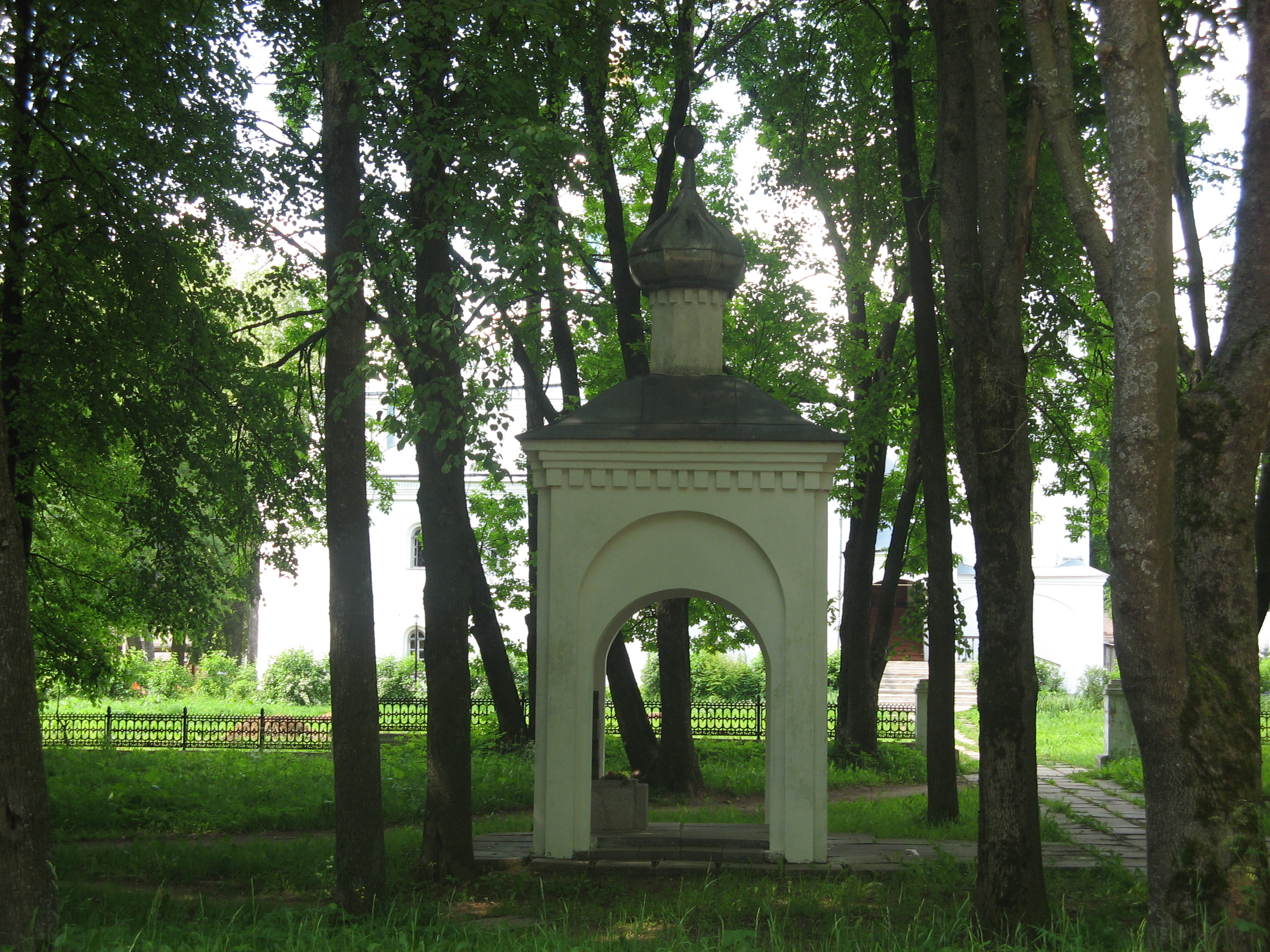
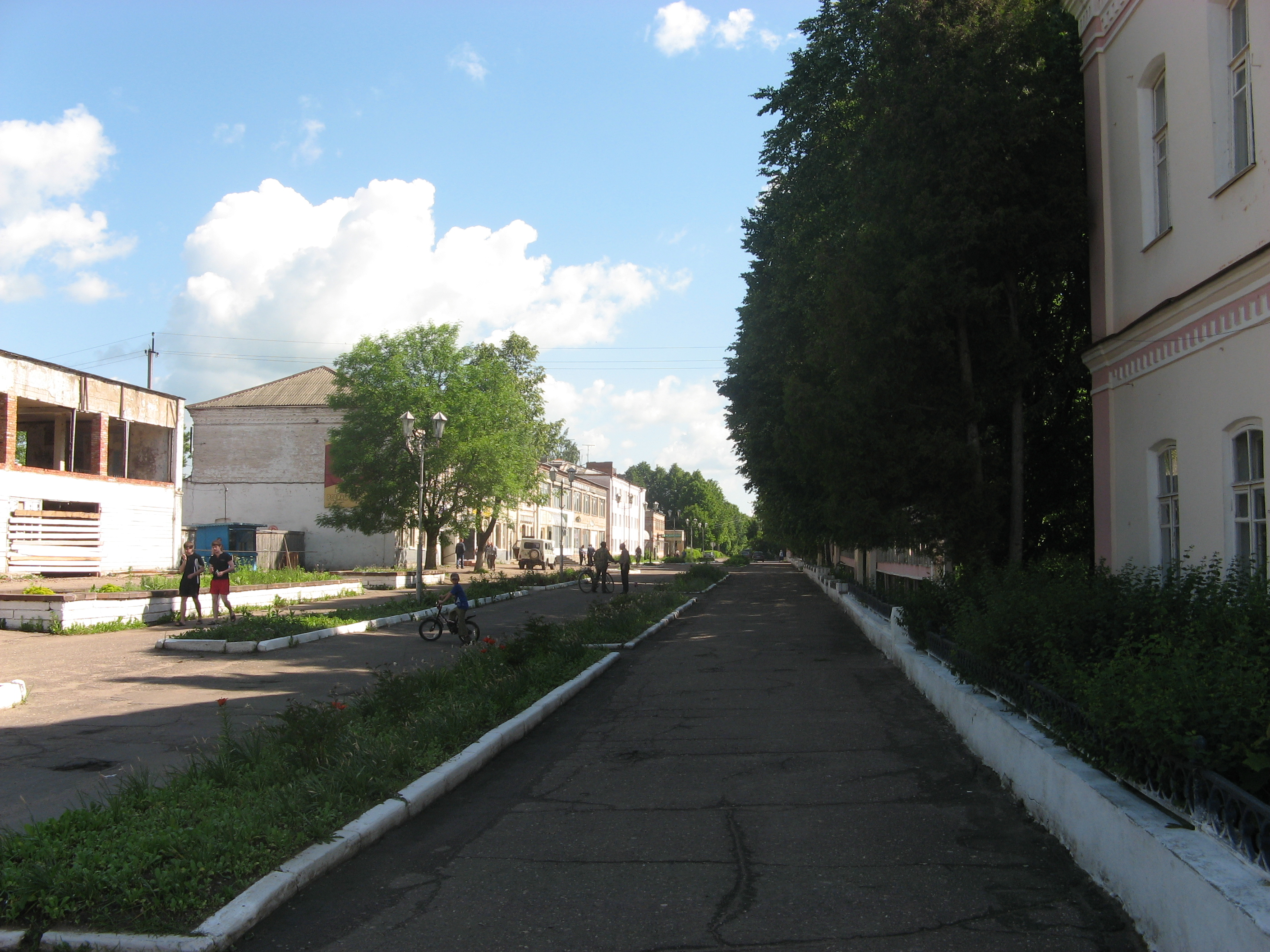
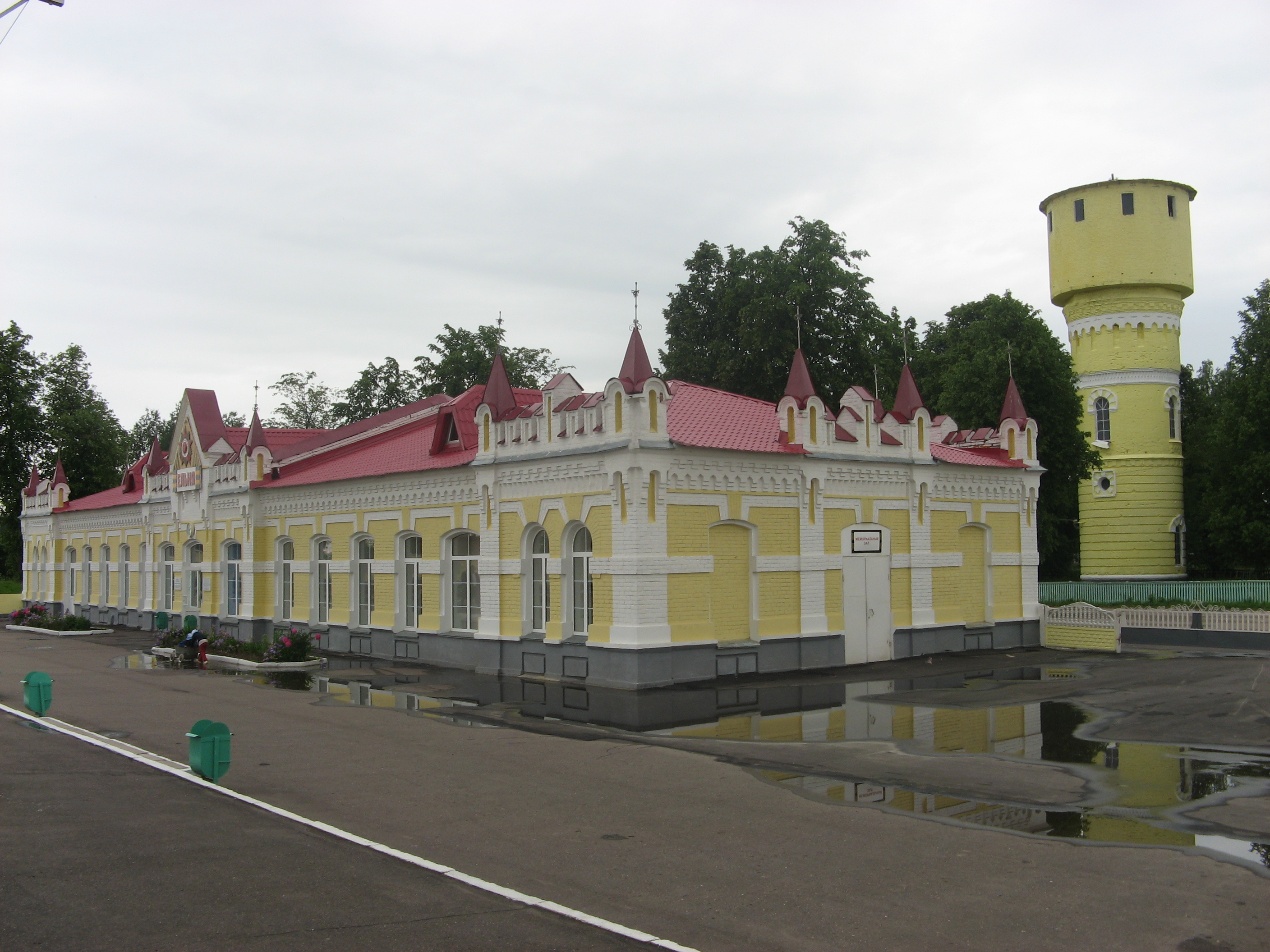